# Melanie Mayron
Melanie Mayron est une actrice, productrice, réalisatrice et scénariste américaine, née le 20 octobre 1952 à Philadelphie.

## Filmographie

### Cinéma
- 1974 : Harry et Tonto (Harry and Tonto) de Paul Mazursky : Ginger
- 1976 : Gable and Lombard de Sidney J. Furie : Dixie
- 1976 : Car Wash de Michael Schultz : Marsha
- 1977 : Un petit mélo dans la tête (You Light Up My Life) de Joseph Brooks (en) : Annie Gerrard
- 1977 : La Dernière Route (The Last of the Cowboys) de John Leone : Lula
- 1978 : Girlfriends de Claudia Weill : Susan Weinblatt
- 1981 : Heartbeeps : Susan
- 1982 : Porté disparu (Missing) : Terry Simon
- 1986 : The Boss' Wife (en) de Ziggy Steinberg (en) : Janet Keefer
- 1988 : Sticky Fingers : Lolly
- 1989 : Checking Out : Jenny Macklin
- 1990 : Un pourri au paradis (My Blue Heaven) : Crystal
- 1994 : Drop Zone : Mrs. Joan Willins
- 1995 : The Baby-Sitters Club (en) : Waitress
- 2000 : East of A
- 2002 : Top chronos (Clockstoppers) : Night Manager
- 2007 : Itty Bitty Titty Committee : Courtney Cadmar
- 2013 : Breaking the Girls : Annie

### Télévision
- 1975 : Racolage (Hustling) : Dee Dee
- 1977 : The New Love Boat : Joyce Adams
- 1978 : Katie: Portrait of a Centerfold (en) : Madelaine
- 1980 : Sursis pour l'orchestre (Playing for Time)  : Marianne
- 1981 : Lily: Sold Out : Harriet Van Dam
- 1981 : The Best Little Girl in the World (en) : Carol Link
- 1983 : Will There Really Be a Morning? : Sophie Rossenstein
- 1984 : Finder of Lost Loves (en) (épisode Undying Love) : Michelle Peters
- 1985 : Wallenberg: A Hero's Story (en) : Sonja Kahn
- 1985 : ABC Afterschool Special (14e saison, épisode Cindy Eller: A Modern Fairy Tale) : Janet Eller
- 1986 : ABC Afterschool Special (15e saison, épisode Wanted: The Perfect Guy) : Sue
- 1993 : Péril au 80e parallèle (en) (Ordeal in the Arctic) : Susan 'Sue' Hillier
- 1993 : Other Women's Children : Dr Amelia Stewart
- 1995 : Un vendredi dingue (Freaky Friday) : Waitress
- 1997 : Une fée bien allumée (Toothless) : Mindy
- 2000 : Au bout de la nuit (en) (Range of Motion): Alice Tyson

### Comme réalisatrice
- 1987 : Génération Pub (Thirtysomething) (série télévisée)
- 1993 : Les Anges de la ville (Sirens) (série télévisée)
- 1994 : New York Undercover (série télévisée)
- 1995 : Un vendredi dingue (Freaky Friday) (TV)
- 1995 : The Baby-Sitters Club (en)
- 1997 : Une fée bien allumée (Toothless) (TV)
- 1999 : Wasteland (série télévisée, épisode Defining Moments)
- 2001 : State of Grace (en) (série télévisée, 5 épisodes)
- 2001 : Ed
- 2002 : Slap Her… She’s French
- 2004 : Zeyda and the Hitman (en)
- 2005 : Campus Confidential (en) (TV)
- 2011 : Lolita malgré moi 2 (Mean Girls 2) (téléfilm)
- 2018 : Snapshots

### Comme scénariste
- 1988 : Sticky Fingers

### Comme productrice
- 1988 : Sticky Fingers
- 2019 : Beverly Hills : BH90210 Saison 1 épisode 4 « Réécrire l'histoire »